# Anastassija Siwucha
Anastassija Siwucha (belarussisch Анастасія Сівуха; * 10. Juni 2002 in Homel, Belarus) ist eine belarussische Handballspielerin, die zuletzt für den deutschen Bundesligisten Borussia Dortmund auflief.

## Vereinskarriere
Siwucha spielte bis zum Saisonende 2019/20 in ihrer Geburtsstadt bei HK Homel in der ersten Liga und in der EHF Champions League. Anschließend wechselte die rechte Rückraumspielerin zum ZOR Wiktoryja-Berasze, mit dem sie Platz 3 der ersten Liga belegte und im EHF European Cup spielte. Ab dem Sommer 2022 stand die Linkshänderin beim deutschen Bundesligisten Borussia Dortmund unter Vertrag. Aufgrund von Heimweh verließ sie noch im selben Jahr den Verein.

## Auswahlmannschaften
Siwucha nahm mit der belarussischen Jugendnationalmannschaft an einem Turnier mit Nationalmannschaften teil, die sich nicht für die U-17-Europameisterschaft 2019 qualifizieren konnten. Mit Belarus belegte sie den fünften Platz von zehn Mannschaften. Siwucha belegte mit 36 Treffern den vierten Platz in der Torschützenliste des Turniers. Zwei Jahre später konnte sie sich mit der belarussischen Juniorinnennationalmannschaft ebenfalls nicht für die U-19-Europameisterschaft qualifizieren und belegte beim parallel zur Europameisterschaft ausgetragenen Turnier für nichtqualifizierte Teams den dritten Platz von neun Nationalmannschaften. Mittlerweile gehört Siwucha dem Kader der belarussischen Nationalmannschaft an.